# 藤井しおり
藤井 しおり（ふじい しおり、1991年7月15日 - ）は、日本のファッションモデルである。ユニーク所属。身長157．5cm、体重38㎏、スリーサイズは88-53-80。
雑誌『美人百花』やカタログ、インターネットショッピングのモデル、ファッションショーなどで活動。
日本で育ちオーストラリアへの留学経験もある。